# Gare d’Argelès-sur-Mer
Gare d’Argelès-sur-Mer vasútállomás Franciaországban, Argelès-sur-Mer településen.

## Vasútvonalak
Az állomást az alábbi vasútvonalak érintik:
- Narbonne–Portbou-vasútvonal

## Kapcsolódó állomások
A vasútállomáshoz az alábbi állomások vannak a legközelebb:
- Gare d’Elne
- Gare de Collioure